# Errol Charles
Cyril Errol Melchiades Charles (Castries, 10 de dezembro de 1941) é um político de Santa Lúcia, que atua como Governador-geral de Santa Lúcia desde 1 de novembro de 2024, tendo sido governador-geral interino entre 2021 e 2024, após a renúncia de Sir Neville Cenac. Charles é católico romano, fala inglês e crioulo francês. Ele é casado com Anysia Samuel.

## Biografia
Charles nasceu em 12 de dezembro de 1942 em Castries, Santa Lúcia. Frequentou o St. Aloysius R.C. Boys' School e mais tarde estudou no St. Mary's College. Em Wolsey Hall, Inglaterra, Charles completou sua correspondência em Inglês, Matemática, História, Ciência Política (incluindo a Constituição do Reino Unido). Ele completou um curso de direito tributário de renda e um curso de treinamento de três meses em exame de contas em Trinidad e Tobago.
De 1962 a 1992, Charles trabalhou como Escriturário Temporário no Departamento de Tesouraria das Câmaras de Contadores Gerais; Escriturário Júnior, Inspetor de Imposto de Renda e, mais tarde, Inspetor Sênior de Imposto de Renda no Departamento de Receita Federal; Oficial Sênior de Licenciamento no Ministério de Obras de Comunicações, Transportes e Serviços Públicos.
De 1993 a 2007, Charles trabalhou como Gerente de Recursos Humanos e Diretor Legislativo em J.Q. Charles Limited. Em 2007, tornou-se autônomo e trabalhou como Consultor de Gestão Tributária até 2021.

## Governador-Geral
Elizabeth II, Rainha de Santa Lúcia, nomeou Charles como Governador-Geral interino de Santa Lúcia após a renúncia de Sir Neville Cenac. Charles prestou juramento na Government House, Santa Lúcia, em 11 de novembro de 2021. Em 2025, foi nomeado governador-geral pelo rei Carlos III, com efeitos retroativos a 1 de novembro de 2024, após ter sido governador-geral interino entre 2021 e 2024.